# Jack Kaufman

Jack Kaufman (1915)

Jack Kaufman (bürgerl. Jacob Kaufman; * 16. Februar 1883 in New York; † 27. Februar 1948 in Hempstead, Nassau County, New York) war ein US-amerikanischer Sänger, der seine größte Popularität in den 1920er Jahren genoss.

## Leben

### Kindheit und Jugend
Kaufman war der Sohn russisch-jüdischer Einwanderer und Mitglied der Kaufman Brothers, die er mit seinen Brüdern Phillip und Irving bildete.